# Người Argentina gốc Ý
Người Argentina gốc Ý (tiếng Tây Ban Nha: ítalo-argentinos, tiếng Ý: italo-argentini) là những công dân gốc Argentina của người gốc Ý hoặc người gốc Ý cư trú tại Argentina. Di dân Ý là một trong những nguồn gốc dân tộc lớn nhất và trung tâm của người Argentina hiện đại, cùng với nhập cư Tây Ban Nha cũng như dân số thuộc địa đã định cư trước các phong trào di cư lớn vào Argentina. Ước tính có tới 25 triệu người Argentina có một mức độ gốc Ý (chiếm tới 62,5% tổng dân số), Người Ý bắt đầu đến Argentina với số lượng lớn từ năm 1857 đến 1940, chiếm 44,9% toàn bộ dân số nhập cư sau thuộc địa; nhiều hơn từ bất kỳ quốc gia nào khác (bao gồm Tây Ban Nha ở mức 31,5%).
Vào năm 1996, dân số người Argentina có một phần hoặc toàn bộ người Argentina gốc Ý chiếm 15,8 triệu người khi dân số Argentina xấp xỉ 34,5 triệu người, nghĩa là họ chiếm 45,5% dân số.
Định cư Ý ở Argentina, cùng với định cư Tây Ban Nha, tạo thành xương sống của xã hội Argentina ngày nay. Văn hóa Argentina có mối liên hệ quan trọng với văn hóa Ý về ngôn ngữ và phong tục.
Người nổi tiếng là người Argentina gốc Ý có thể kể đến cầu thủ vĩ đại nhất của làng bóng đá là Lionel Messi

## Lịch sử-

Tỷ lệ người nhập cArgentina gốc Ýrong cuộc điều tra dân số Argentina năm 1914 của các tỉnh và vùng lãnh thổ

Các nhóm nhỏ người Ý bắt đầu di cư đến Argentina ngay từ nửa sau của thế kỷ 18. Tuy nhiên, dòng người nhập cư Ý vào Argentina đã trở thành một hiện tượng đại chúng chỉ trong những năm 1880–1920 trong làn sóng nhập cư lớn của châu Âu đến Argentina, đạt đỉnh điểm vào khoảng 1900–1914; khoảng 2 triệu người định cư trong khoảng từ 1880–1920 và chỉ 1 triệu trong khoảng 1900–1914. Năm 1914, chỉ riêng thành phố Buenos Aires đã có hơn 300.000 cư dân gốc Ý, chiếm 25% tổng dân số. Những người nhập cư Ý chủ yếu là nam giới, tuổi từ 14 đến 50 và hơn 50% biết chữ; về nghề nghiệp, 78,7% trong dân số hoạt động là công nhân nông nghiệp hoặc lao động phổ thông, 10,7% nghệ nhân, trong khi chỉ có 3,7% làm việc trong thương mại hoặc là chuyên gia.
Chiến tranh thế giới thứ nhất bùng nổ và sự phát triển của chủ nghĩa phát xít ở Ý đã khiến cho việc nhập cư vào Argentina giảm nhanh chóng, với sự hồi sinh nhẹ vào năm 1923, 191919, nhưng cuối cùng đã dừng lại trong cuộc Đại khủng hoảng và Chiến tranh thế giới thứ hai.
Sau khi kết thúc Thế chiến II, Ý đã bị biến thành đống đổ nát và bị quân đội nước ngoài chiếm đóng. Giai đoạn 1946, 1919–1957 đã mang lại một làn sóng lớn hơn 380.000 người Ý đến Argentina. Sự phục hồi đáng kể được cho phép bởi phép màu kinh tế Ý trong những năm 1950 và 1960 cuối cùng đã khiến kỷ nguyên của cộng đồng người Ý ở nước ngoài kết thúc, và trong những thập kỷ sau đó, Ý đã trở thành một quốc gia tiếp nhận di cư. Ngày nay, vẫn còn 527.570 công dân Ý sống ở Cộng hòa Argentina.